# HD171782
HD171782 — хімічно пекулярна зоря спектрального класу B9, що має видиму зоряну величину в смузі V приблизно  7,9.
Вона  розташована на відстані близько 931,9 світлових років від Сонця.

## Фізичні характеристики
Телескоп Гіппаркос зареєстрував фотометричну змінність  даної зорі з періодом    4,47 доби в межах від  Hmin= 7,89 до  Hmax= 7,82.

## Пекулярний хімічний склад
Зоряна атмосфера HD171782 має підвищений вміст 
Si
.